# Blumhouse Productions
Blumhouse Productions ([ˈblʌmhaʊs]; також відома як BH Productions або просто BH) — американська кіно та телевізійна компанія, заснована в 2000 році Джейсоном Блумом.
Відома головним чином виробництвом фільмів жахів, таких як Паранормальне явище, Астрал, Чистка, Спліт, Пастка, З Днем смерті, Хелловін, Ми, Людина-невидимка, Химери, Чорний телефон і M3GAN. В її числі також створення драматичних фільмів, таких як Одержимість і Чорний куклукскланівець, обидва з яких були номіновані на премію «Оскар» за найкращий фільм. «Пастка» і «Чорний куклукскланівець» отримали нагороди «Оскар» за найкращий оригінальний сценарій і найкращий адаптований сценарій відповідно.
Компанія працює з такими режисерами, як Лі Ваннелл, Джордан Піл, Скотт Дерріксон, Крістофер Лендон, Джеймс Ван, Майк Фланаган, Джеймс ДеМонако, Джефф Уодлоу, Демієн Шазелл і М. Найт Шьямалан.
Більшість фільмів Blumhouse, випущених у кінотеатрах з 2014 року, належать і розповсюджуються Universal Pictures у рамках 10-річної угоди про перший перегляд.

## Огляд
Модель компанії Blumhouse полягає у виробництві фільмів з невеликим бюджетом, наданні режисерам творчої свободи та широкому випуску фільмів через систему студій. Blumhouse спочатку був відомий як Blum Israel Productions, а Емі Ізраель уклала першочергову угоду з Miramax на момент заснування компанії. У 2002 році шляхи Blum і Israel розійшлися, і компанія стала Blumhouse Productions. У 2015 році Джек Девіс і Елай Рот створили Crypt TV, який підтримується Блюмом і компанією.
Низькобюджетна модель Blumhouse розпочалася в 2007 році з Паранормальне явище, яка була створена за 15 000 доларів і зібрала понад 193 мільйони доларів у всьому світі. Потім вона випустила Астрал, який зібрав понад 100 мільйонів доларів у всьому світі при бюджеті в 1,5 мільйона доларів, і Сіністер, який зібрав понад 87 мільйонів доларів у всьому світі з бюджету в 3 мільйони доларів.
У 2010 році було створено "Фільми з привидами" як підрозділ Blumhouse, який випустив Астрал, Затока і Повелителі Салема.
У 2013 році він створив Чистка, Астрал. Частина 2, і Похмурі небеса.
У 2014 році підрозділ створив Паранормальне явище: Фатальна мітка, Чистка: Анархія, Джезабель, Віджа та Одержимість.
У 2015 році він створив Видалити з друзів, Астрал: Частина 3, Подарунок і Візит.
У 2016 році підрозділ випустив Чистка: Рік виборів і Віджа: Походження зла.
У 2017 році він створив Спліт, Пастка і Щасливий день смерті.
У 2018 році він створив Астрал: Останній ключ, Правда або дія, Перша чистка і Хелловін. Blumhouse оголосив про партнерство з DreamWorks Animation для спільного виробництва «Моторошного Джека», але фільм було вилучено зі списку DreamWorks Animation у 2019 році.
У 2019 році він створив Скло, Щасливий день смерті 2, Ми, Ma та Чорне Різдво.
У 2020 році він створив Острів фантазій, Людина-невидимка, Полювання, Ти повинен був піти, Чаклунство: Спадок, Ноктюрн і Химери.
У 2021 році він створив Чистка назавжди, Хелловін убиває і Паранормальне явище: Найближчий родич.
У 2022 році він створив Реєстратор, Чорний телефон, Телефон містера Герріґена, Хелловін. Кінець, Біжи, мила, біжи, М'який і тихий і Няня.
16 листопада 2022 року було оголошено, що Atomic Monster Productions Джеймса Вана веде переговори про злиття з Blumhouse, а Atomic Monster уклала спільну угоду про перший перегляд із Universal Pictures. Обидві компанії продовжуватимуть працювати як окремі лейбли, кожна з яких збереже власну творчу автономію та ідентичність бренду.
У 2023 році вони випустили M3GAN, а пізніше випустять Астрал: Червоні двері, Вони слухають, Екзорцист і П'ять ночей у Фредді.

## BH Tilt
BH Tilt було засновано 9 вересня 2014 року для виробництва фільмів від Blumhouse та інших кінематографістів для випуску на кількох платформах. 7 вересня 2017 року Blumhouse співпрацює з дистриб’юторською компанією Neon для управління BH Tilt. Релізи BH Tilt: Зелене пекло, Темрява, Втілення, Воскресіння Гевіна Стоуна, Експеримент Белко, Спритність, Лоурайдери, Народження Дракона, Апгрейд, Видалити з друзів 2 і Не відпускай.